# Virgil Mormocea
Virgil Mormocea (* 1909 in Brăila; † 1998) war ein rumänischer Radrennfahrer.

## Sportliche Laufbahn
Mormocea (in einigen Quellen auch Marmocera) gehörte zu den ersten rumänischen Radrennfahrern, die an der Tour de France teilnahmen.
Er startete 1936 mit seinen Landsleuten Nicolae Țapu, Constantin Tudose und Gheorghe Hapciuc in der Tour de France. Er schied auf der 3. Etappe aus.